# بئاتا کافکا
بئاتا کافکا (لهستانی: Beata Kawka؛ زادهٔ ۷ سپتامبر ۱۹۶۷) بازیگر، صداپیشه، مدیر دوبلاژ، مدیر تولید و کارگردان نمایش اهل لهستان است.
از فیلم‌ها یا مجموعه‌های تلویزیونی که وی در آن‌ها نقش داشته‌است، می‌توان به همه چیز درست خواهد شد، یک‌راست به دل، جنگ‌های پنهان، در خوشی و سختی، خودِ زندگی، پرستار کودک، رنگ‌های خوشبختی، عشق اول، قانون حقیقی، کمیسر آلکس، بلفر، پدر متیو و دهن‌به‌دهن اشاره نمود.